# 滨菊属
滨菊属（学名：Leucanthemum）是菊科下的一个属，为多年生草本植物。该属共有20种，主要产自欧洲。